# ベティー・レーン・チェリー
ベティー・レーン・チェリー（Betty Lane Cherry、1937年頃 - ）は、ミス・ワールド1956で準優勝した人物。サウスカロライナ州オレンジバーグ出身。

## 経歴
1937年頃、サウスカロライナ州オレンジバーグに生まれる。
サウスカロライナのミスコンMaid of Cottonタイトルホルダー。Miss South Carolina USA優勝。Miss USA 1956準優勝。
国を代表してミス・ワールド1956に出場。準優勝。
勝者の発表に際して運営サイドの不手際があった。6人のファイナリストが並んで紹介されたとき、彼女がサッシュを着けているのを見たBBCのアナウンサーは言った「おや、優勝はミスUSAのようです。サッシュを着けています」。すると担当者は慌ててサッシュをひったくる。アナウンサー「失礼しました。何かあったようです」。結局、サッシュとミス・ワールドの称号はペトラ・シュルマンに渡された。チェリー本人の証言によると「誰かが後ろに来てサッシュをはがした。審査員らは、私が勝ったつもりでいるのが気に入らなかった」。また「不思議なことに、誰が私の肩にサッシュを掛けたのか審査員らも知らなかった」。なお、ミス・ユニバース2015で誤って優勝と宣言されたアリアドナ・グティエレスと異なり、彼女の場合は正式に優勝とは誰も言ってない。
決勝の後、記者に次のように話した：
しかし、彼女にとって準優勝は負けではなかった。ヨーロッパのどの新聞も彼女について書きたて、ゲストとして多くの国に招待された。シャペロンとともにフランスを訪れ、ファッションショーに出演したこともある。ほかにドイツ、イタリア、デンマーク、ノルウェー、スウェーデンを訪問した。
映画『成功の甘き香り』（1957年10月24日公開）のオファーを断るが、替わりに引き受けた女優は後にアカデミー賞を受賞した。Columbia College卒業後、オレンジバーグに戻り、John “Johnny” Gramlingと結婚。延べ50年近くModeling Association of America Internationalの会員。同会長を3期務める。